# Matea Ikić
Matea Ikić (ur. 25 maja 1989 roku w Puli) – chorwacka siatkarka grająca na pozycji przyjmującej, reprezentantka kraju.

## Sukcesy klubowe
Puchar Challenge:
- 2008[4]

## Sukcesy reprezentacyjne
Mistrzostwa Europy Juniorek:
- 2006

Liga Europejska:
- 2021

## Nagrody indywidualne
- 2006: Najlepsza przyjmująca Mistrzostw Europy Juniorek[4]